# Зустрінемося на Таїті
«Зустрінемося на Таїті» (рос. «Встретимся на Таити») — радянська напівкримінальна кінокомедія 1991 року.

## Сюжет
Весела напівкримінальна комедія про масажистку Жанну, бармена Макса, безробітного астронома Сандро і красуню Олену, що одружилася з французом. Вони молоді, веселі, талановиті, артистичні, і їм потрібно здайснити свою мрію — поїхати на Таїті. Однак для настільки далекої подорожі потрібна вельми пристойна сума грошей… І молодим авантюристам необхвдно, що б там не було, дістати грошей. Неймовірні авантюри з добуванням грошей, шахраї і обдурені, спокушені чоловіки і покинуті жінки, а також постріли і погоні…

## У ролях
- Леонід Куравльов —  Шнайдер
- Євген Лазарев —  «Безвухий»
- Ігор Угольников —  Макс
- Юлія Силаєва —  Жанна
- Майя Менглет — дружина Надоленка
- Євгенія Крюкова —  Олена
- Андрій Ташков —  Сандро
- Валерій Надоленко —  Надоленко
- Майя Менглет —  дружина Надоленка
- Володимир Корєнєв — таксист
- Володимир Семаго — епізод
- Леонід Сатановський — епізод

## Знімальна група
- Режисер — Валентин Мішаткін
- Сценаристи — Валентин Бакіров, Сергій Тімашов
- Оператор — Ігор Бек
- Композитор — Ігор Сноу
- Художник — Валерій Філіппов
- Продюсер — Віктор Кірнарський